# 710

## Догађаји
- Византијска испостава Херсон (Крим) се побунила (уз помоћ Хазара) против цара Јустинијана II. Он шаље флоту под патриком Стефаном, која поново преузима град и враћа византијску контролу. Флоту, међутим, на повратку задеси олуја и изгуби много бродова, док се Херсонити, опет уз помоћ Хазара, поново побуне.
- Византијски генерал Лав (будући цар Лав III) враћа Абхазију (Кавказ) за Византијско царство, од Арапа.
- Родерик постаје краљ Визигота, али се визиготски племићи у Септиманији побуне и прогласе за краља Акхилу, сина претходног владара. Визиготско краљевство је подељено на два поткраљевства, претрпевши прву муслиманску експедицију против јужног Иберијског полуострва.
- Арапску војску у Сеуту позива њен гувернер Јулијан, који је противник Родерика. Он их охрабрује да нападну Иберијско полуострво. Тарик ибн Зијад је именован за гувернера Тангера (Мароко) и оснива маурски гарнизон од 1.700 људи.
- Лупус I војвода од Гаскоње, убијен је у покушају да заузме Лимож (Француска). Еудес постаје владар и Гасконије и Аквитаније.
- Мадарски коњаник, раносредњовековни стенски рељеф, уклесан је на висоравни Мадара источно од Шумена у Бугарској.
- Краљеви Ине од Весекса и Нотхелм од Сасекса боре се против краља Гераинта од Думноније, који гине у борби. Инино напредовање му доноси контролу над оним што је сада Девон; оснива тврђаву у Таунтону.
- Салих I ибн Мансур оснива муслиманско краљевство Некор (Мароко). Преобраћује локална берберска племена у ислам.
- 5. април – Цар Зхонг Зонг из династије Танг има своје главне министре суда, зетове и високе војне официре да учествују у свечаној игри потезања конопца, унутар палате у Чангану.
- 3. јул – Зхонг Зонг је убијен, наводно отрован од стране царице Веи, која није успела да постави своју ћерку Ли Гуоер за престолонаследницу. Принцеза Таипинг и њен нећак Ли Лонгђи покренули су државни удар и вратили Руи Зонга као цара.
- Завршава се период Асука, други и последњи део периода Јамато, а почиње период Нара; Хеијо-кјо (Нара) постаје главни град Јапана.
- 5. октобар – Папа Константин одлази у једногодишњу посету Цариграду. Он ће бити последњи понтифик који је посетио престоницу више од хиљаду година.